# Gippsland Trophy
Il Gippsland Trophy è stato un torneo professionistico di tennis che si gioca all'aperto sul cemento di Melbourne Park di Melbourne in Australia. Fa parte della categoria WTA 500.
La prima ed unica edizione del torneo si è svolta dal 31 gennaio al 6 febbraio 2021.

## Albo d'oro

### Singolare
| Anno | Campionessa   | Finalista   | Punteggio |
| ---- | ------------- | ----------- | --------- |
| 2021 | Elise Mertens | Kaia Kanepi | 6–4, 6–1  |

### Doppio
| Anno | Campionesse                           | Finaliste                   | Punteggio   |
| ---- | ------------------------------------- | --------------------------- | ----------- |
| 2021 | Barbora Krejčíková Kateřina Siniaková | Chan Hao-ching Latisha Chan | 6–3, 7–6(4) |